# Cirrospilus marilandi
Cirrospilus marilandi är en stekelart som beskrevs av Girault 1917. Cirrospilus marilandi ingår i släktet Cirrospilus och familjen finglanssteklar. Inga underarter finns listade i Catalogue of Life.